# Aprikossopp
Aprikossopp (Rheubarbariboletus armeniacus) är en sopp som tillhör familjen Boletaceae.

## Förekomst
Aprikossopp är en sällsynt art som anses ha en sydlig utbredning i Europa.Säkra fynd är gjorda i Storbritannien. Den är ej funnen i Norden, trots att Artdatabanken/Dyntaxa anger den som livskraftig i Sverige. Detta beror på sammanblandning med Hortiboletus engelii Den bildar ektomykorrhiza med ekar, lindar, boksläktet, äkta kastanj och även tallar.

## Kännetecken
Hatten blir upp till 8(20) cm i diameter. Hatthuden är ofta "aprikosfärgad" (varierar från gul till karminröd; blir ockrafärgad med åldern), sammetsluden som ung och ibland uppsprickande. Porerna är gula, mera olivfärgade med ålder, och blånar vid tryck. Foten är vanligen jämnsmal, ofta krökt vid basen, gul längst upp men allt rödare neråt basen och blånande vid beröring. Köttet är vitaktigt i hatten, gult i fortan och orange till rött i fotbasen; blånar i snittytor (åtminstone i hatten och inte bestående). Mycelet är gulaktigt. För säker bestämning krävs mikroskopering och kemi: en lösning av kongorött färgar små "plättar" på hatthudens cellväggar och en järn(II)sulfatlösning färgar köttet i hatten och fotbasen mörkt blågrönt. Den närstående Rheubarbariboletus persicolor (ej i Norden) saknar dessa "plättar". Rödsopp har röda eller orange prickar i fotbasens kött (luppkaraktär).

## Taxonomi
Aprikossoppen beskrevs av Lucien Quélet som Boletus armeniacus 1885. Året därpå flyttade han den till Versipellis för att två år senare, 1888, föra den till Xerocomus. Där fick den stanna i 120 år, tills de nyutvecklade molekylärfylogenetiska analysmetoderna fick Josef Šutara att flytta den till Xerocomellus 2008. Den gjordes 2015 till typart för det nybeskrivna släktet Rheubarbariboletus av Giampaolo Simonini, Matteo Gelardi och Alfredo Vizzini
Artnamnet har den efter aprikos vars vetenskapliga namn är Prunus armeniaca. Aprikosen har i sin tur fått namnet från Armenien.

## Bildgalleri

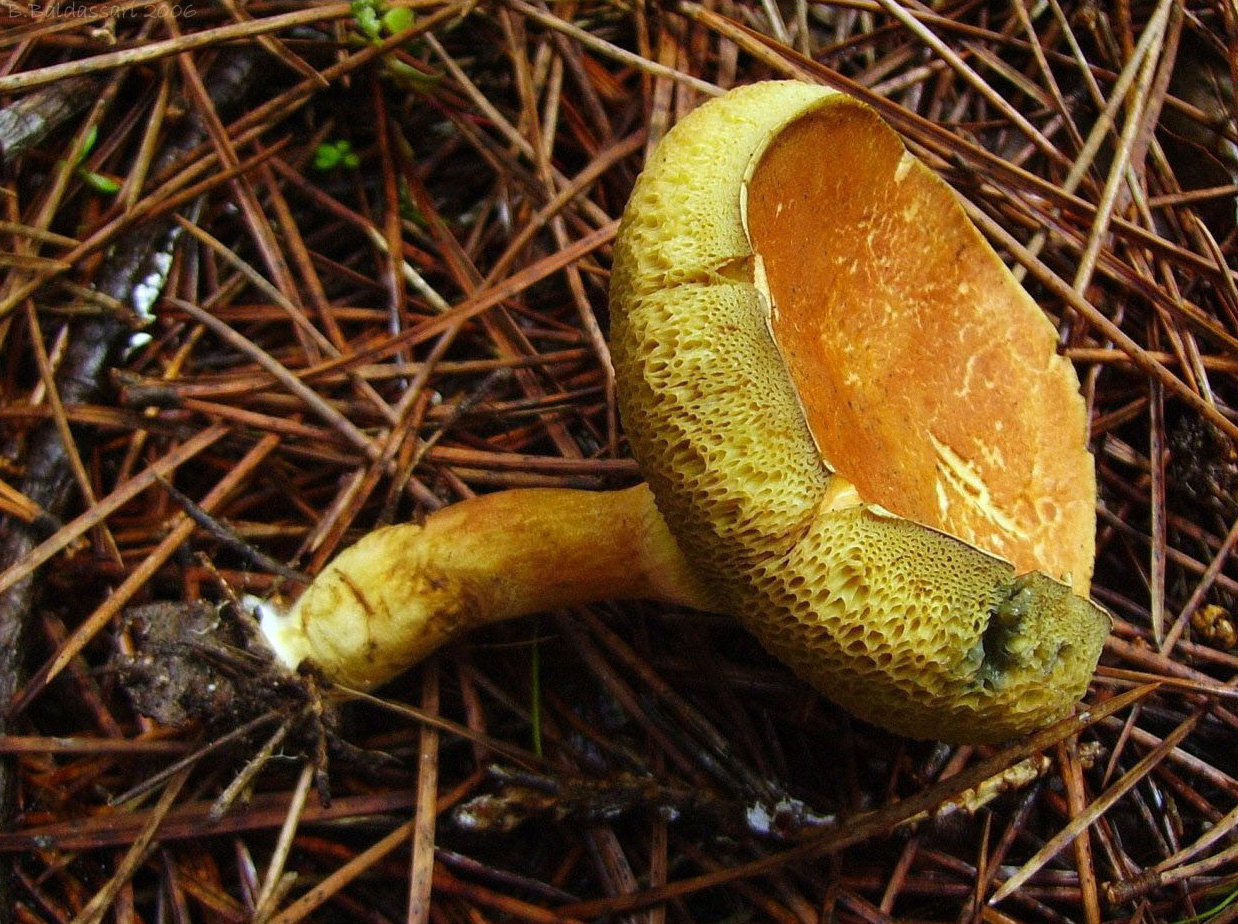
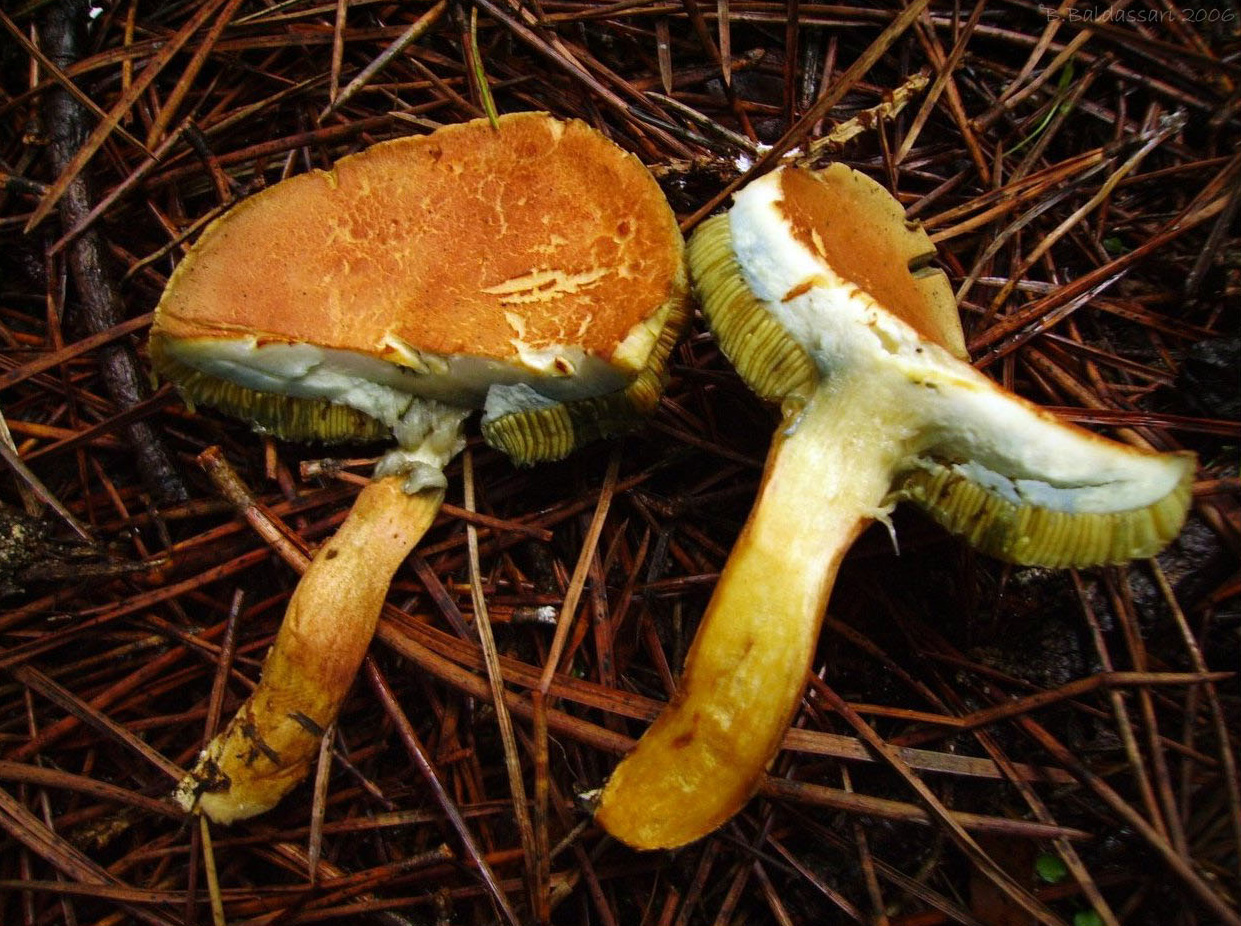
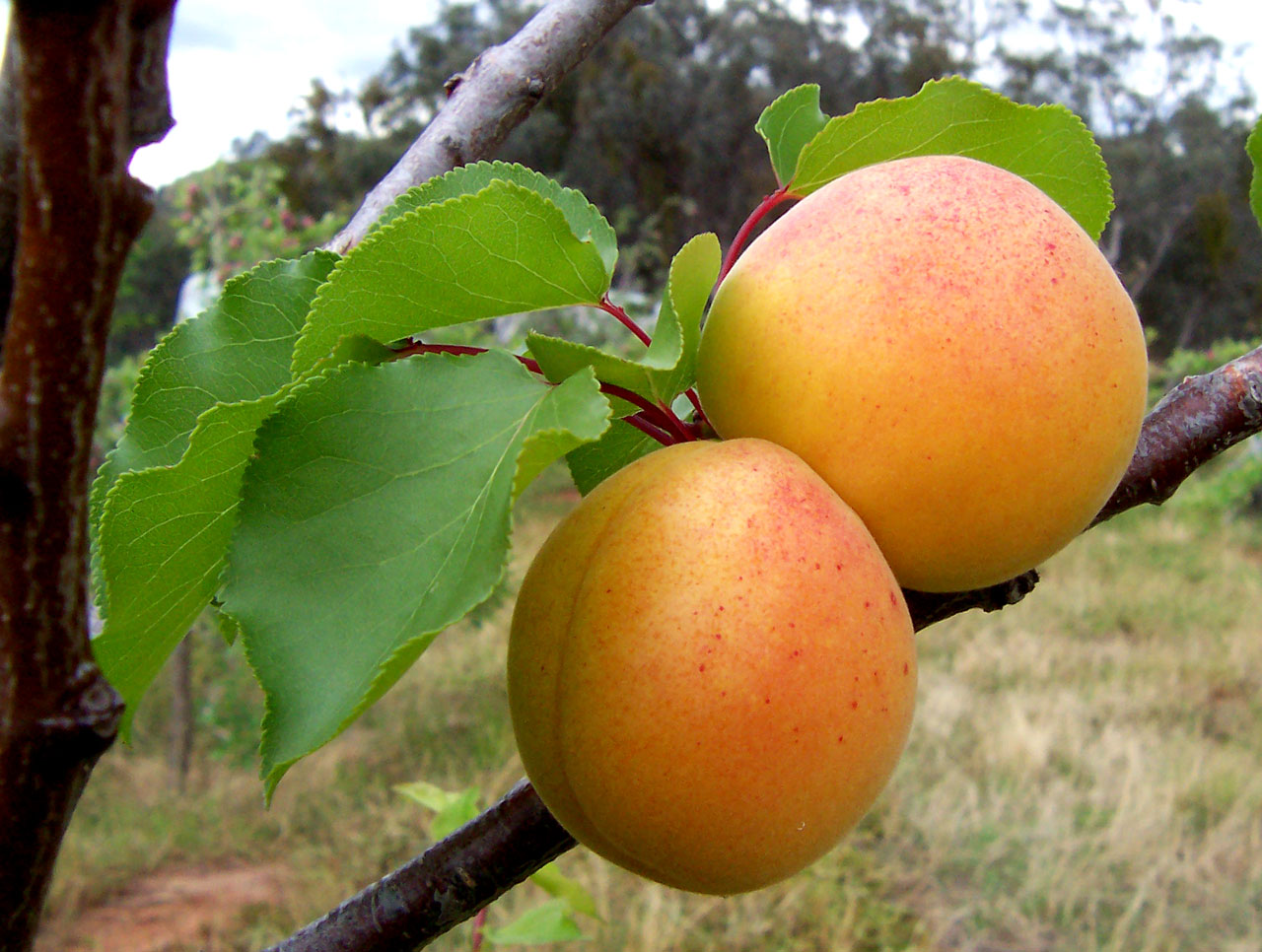
Aprikoser på kvist.